# Medeshamstede

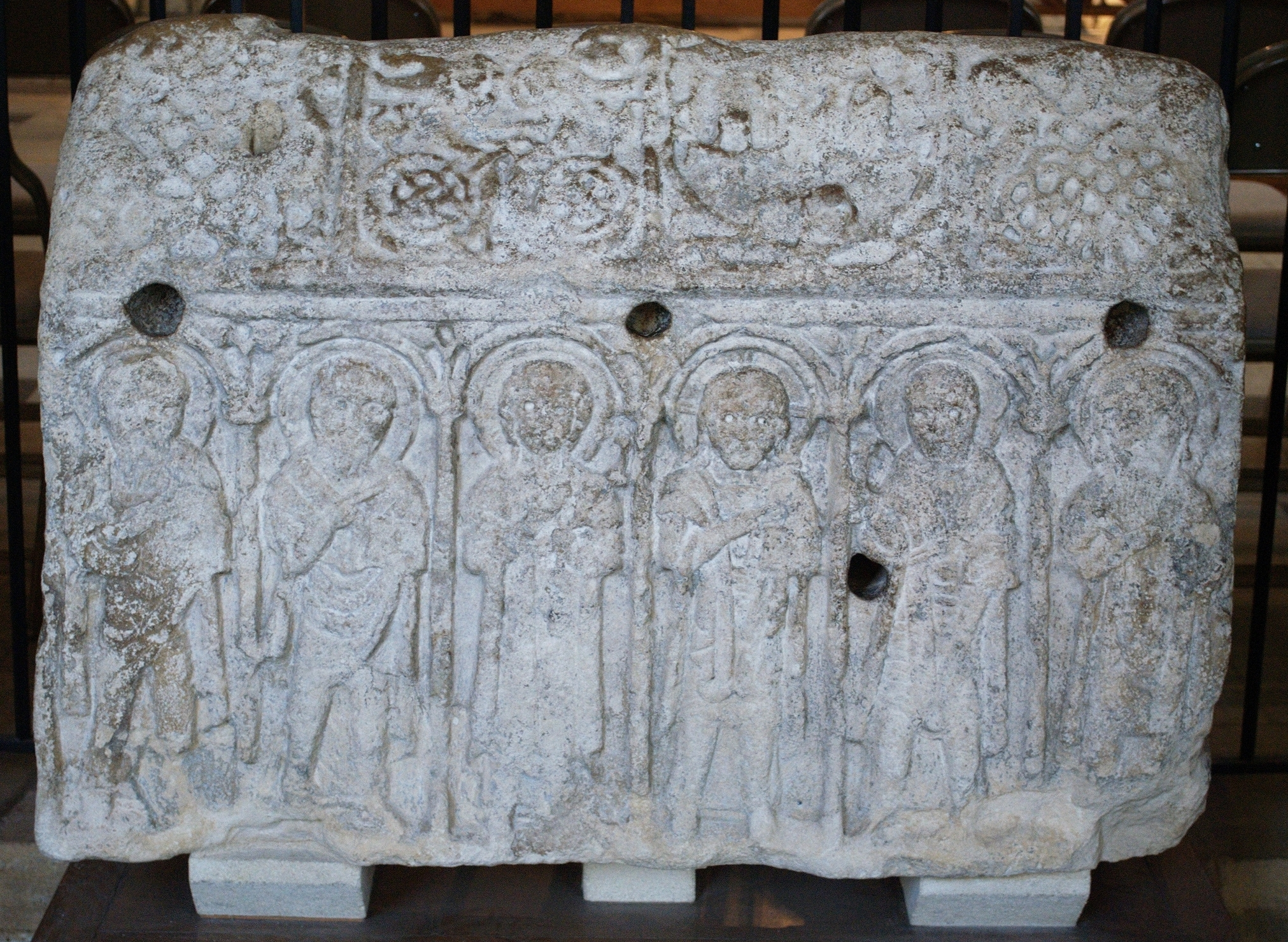
La Hedda Stone,on es veuen representats els monjos.

Medeshamstede (pronúncia: /miːdsˈhæmstɛd/) fou el nom del primer monestir que hi va haver a Peterborough (Anglaterra) en el període anglosaxó, fundat a mitjan segle vii, que va esdevenir un important nucli de cristianització del regne de Mèrcia. Hi ha poca informació sobre el seu fundador i primer abat, Sexwulf, llevat del fet que va ser una important figura en la seva època i que va ser bisbe de Mèrcia. A prop de Medeshamstede aviat van sorgir altres esglésies que en depenien. Els detalls més significatius d'aquest monestir es coneixen a partir de la Crònica anglosaxona, un text que narra la seva destrucció el 864 per una invasió vikinga. Al segle x es va reconstruir el monestir per impuls del bisbe Æthelwold de Winchester i un grup de monjos benedictins que van dedicar la nova església a sant Pere i des de llavors va canviar el nom pel d'Abadia de Pterboroug i amb el temps va esdevenir una catedral.

## El nom
Una de les interpretacions que s'han fet sobre la paraula "Medeshamstede" és que volgués referir-se al lloc d'una persona important i voldria dir «la llar de Mede».
Segons la versió de Peterborough de la Crònica anglosaxona, escrita al segle xii, el nom va sorgir en el moment de la creació del monestir al segle vii i va ser degut a la presència d'una deu anomenada "Medeswæl", resultat de la unió de les paraules angleses "Medes-well". Tanmateix hi ha la idea estesa que el significat del nom és l'abreviació de "homestead in the meadows" («la granja del prat»), suposant que la partícula "Medes-" sigui una forma de la paraula "meadows" («prats»).
La primera aparició escrita d'aquest nom està en la Història eclesiàstica de Beda, on surt en la forma genitiva llatinitzada "Medeshamstedi", en un context datat en un any anterior a la dècada del 670. Això no obstant, l'àrea havia estat deshabitada en aquella època, per exemple només hi havia a Flag Fen, un assentament de l'edat del bronze situat una mica cap a l'est, i més tard va existir un poblat romà anomenat Durobrivae, a l'altra banda del riu Nene, una mica més cap a l'oest. És possible que "Medeshamstede" va començar sent el nom d'un assentament preexistent dels angles, del qual no hi ha constància escrita.
Una altra forma antiga del nom és "Medyhæmstede", la que es fa servir en una de les cartes de privilegi anglosaxones del segle viii, que es conserva a la catedral de Rochester. També s'ha trobat la forma "Medelhamstede", a finals del segle x en el relat d'Ælfric d'Eynsham sobre la vida de sant Æthelwold de Winchester, i en una moneda de l'època del rei Etelred l'Indecís, on surt abreujat en la forma "MEĐEL" /ˈmiːðəl/. Una variant desenvolupada posteriorment és "Medeshampstede". 
Dins l'àmbit local els anglosaxons van fer servir el terme "Medeshamstede" fins al regnat d'Etelred l'Indecís, però generalment els historiadors moderns només el fan servir per referir-se a un període anterior, el del seu pare el rei Edgard el Pacífic, i fan servir "Abadia de Peterborough" per referir-se al monestir que va ocupar el lloc de l'anterior fins que a partir del regnat d'Enric VIII fan servir "Catedral de Peterborough".

## La fundació
Situat a Mèrcia, a prop de la frontera amb Anglia Oriental, Medeshamstede va ser descrita per Frank Stenton com "un dels grans monestirs del regne de Mèrcia". Hug Candidus, un monjo del segle xii que va escriure la història del monestir el va descriure així:
«Un lloc escaient i bo, perquè per una banda és ric en estanys i aigües potables i per altra banda és abundant en terres de conreu i boscos, amb molts prats i terres de pastura.» 
Hugh Candidus també diu que Medeshamstede estava en el territori dels gyrwas, una de les trenta-cinc tribus que configuraven l'Anglaterra anglosaxona, que va habitar la zona al segle ix. Els gyrwas estaven dividits en dos grups: els del nord i els del sud, i Medeshamstede estava situat clarament en el territori dels gyrwas del nord.
Segons Beda, Medeshamstede va ser fundat per un home anomenat Sexwulf, que va ser el primer abat del monestir. Podria ser que Sexwulf fos un príncep local, ja que Hug Candidus el descriu com un "home de rang i poder", i un home "perfeccionista i religiós, hàbil en les coses d'aquest món i també en els assumptes de l'Església". La historiadora Dorothy Whitelock creu que probablement Sexwulf va ser educat a l'Ànglia Occidental, atès que Mèrcia era un estat pagà abans del segle VII. Més endavant va ser nomenat bisbe de Mèrcia, i el seu contemporani Eddius Stephanus esmenta en la seva Vida de sant Wilfrid, "el gran respecte que tenia per l'obra bisbal que anteriorment havia dut a terme el bisbe Sexwlfus".
En una de les cartes de privilegi anglosaxones, datada el 664, queda constància de la donació del rei Wulfhere d' "algunes addicions" al monestir de Medeshamstede, que va ser donat pel seu germà difunt el rei Peada de Mèrcia i pel rei Oswiu de Northúmbria. Aquesta carta és, però, una falsificació feta a l'abadia de Peterborough potser a finals del segle xi o començaments del XII; tanmateix, el que Hug Candidus, narra és el que havia recollit de la tradició oral que també és interessant des del punt de vista històric i és un relat bastant acurat fins i tot pel que fa a la cronologia dels reis. La connexió amb Peada situa la fundació de Medeshamstede entre els anys 653 i 656.

## Persones relacionades amb Medeshamstede
Hi ha diverses persones que tenen relació amb l'acció evangelitzadora d'aquest monestir, algunes van ser considerades santes, altres pertanyen a la noblesa.
- Guthlac, monjo de Repton, a Derbyshire. Recentment s'ha arribat a la conclusió que Repton va ser una seu episcopal de Mèrcia i probablement va estar fundada per monjos de Medeshamstede. Guthlac és el sant titular de l'Abadia de Crowland, a unes set milles al nord de Medeshamstede, i es creu que en va ser el seu fundador.
- Pega, va ser una santa, germana de Guthlac; una església a cinc milles al nord de Medeshamstede s'anomena "Peakirk", que vol dir «església de Pega».[18]
- Cyneburh i Cyneswith, germanes del rei Peada. Cyneburh va fundar un convent a Castor, a quatre milles a l'oest de Medeshamstede, i Cyneswith la hi va succeir com a abadessa.[19] Sembla que ambdues germanes van estar casades amb prínceps a Northúmbria i a l'Ànglia Oriental i, potser quan van ser vídues van fundar a Medeshamstede i Castor una rèplica per a dones del monestir ja existent, un tret característic dels convents d'aquella època. Cyneburh és la santa titular de la parròquia de Castor, també anomenada "Santa Kyneburgha".
- Tibba, parent del Peada que es creu que es va recloure a Ryhall, a unes dotze milles al nord-oest de Medeshamstede.[20]
- Tancred, Torhtred i Tova, que es creu que van viure a Thorney, a unes cinc milles al nord-est de Medeshamstede. Sembla que Thorney anteriorment s'anomenava Ancarig, un nom que es va conservar a Peterborough, i que suggereix la presència allà d'anacoretes.[21] D'aquests tres sants, els dos primers eren homes i el tercer una dona; es diu que eren bessons i van ser martiritzats durant les invasions vikingues del segle ix.[22]
- Tondberht, príncep dels Gyrwas i marit de santa Æthelthryth d'Ely. És esmentat com a màrtir anglès en un text antic però encara que no hi ha més informació sobre ell, el seu nom sembla estar relacionat com suggereix l'al·literació amb els de Tancred, Torhtred i Tova.[23]
- Tatwine, monjo de Breedon, arquebisbe de Canterbury i probablement mentor de Guthlac. A causa de la seva connexió amb Breedon i el fenomen d'al·literació amb els anteriors noms, podria ser un membre de la noblesa relacionada amb Medeshamstede.[24]

La majoria, si no totes, les esglésies originalment relacionades amb aquests sants van estar fundades o en depenien econòmicament de Medeshamstede, amb l'excepció d'Ely. Del que se sap sobre Sexwulf, combinat amb les identitats d'aquests sants, es dedueix que Medeshamstede va ser un centre religiós important del regne de Mèrcia, amb un caràcter relativament noble.

## Colònies monàstiques

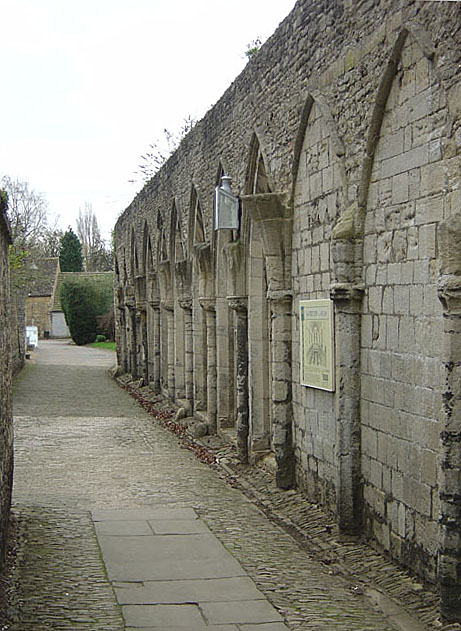
Arcades del refectori de l'abadia de Peterborough, el monestir que va substituir el de Medeshamstede a finals del s.X.

Tant la carta de privilegis del rei Wulfhere com el text de Beda situen la fundació de Medeshamstede durant el període de la cristianització de Mèrcia. Els documents conservats a l'Abadia de Peterborough indica que aquesta comunitat monàstica va tenir una funció principal en la difusió i consolidació del cristianisme en el seu entorn, per exemple pel que fa a la cura pastoral que van tenir sobre la xarxa d'esglésies que van crear. A més de les esglésies relacionades amb els sants esmentats abans, n'hi havia altres que en depenien. Se sospita que eren dependents de Medeshamstede : les de Breedon a la comarca de Leicestershire, i les de Bermondsey i Woking, a la comarca de Surrey. Medeshamstede també ha estat identificat com l'església mare que va fundar Repton, a Derbyshire, que va ser el mausoleu reial del segle viii. Una altra de les cartes de privilegis desades a Peterborough fou escrita a Repton l'any 848 i amb relació a Breedon. Això fa pensar que aquest imperi monàstic va continuar existint durant un temps considerable. Aquesta carta és, però, la darrera referència que ha sobreviscut que relacioni Medeshamstede amb les altres esglésies que en van ser colònies i aquest lligam probablement va seguir el mateix destí que la majoria de seus episcopals de l'est d'Anglaterra: extingides a finals del segle ix coincidint amb la invasió dels vikings.

## La destrucció vikinga
Es creu que Medeshamstede va ser destruïda per una incursió vikinga l'any 870, fet que és narrat a la versió atribuïda a Hug Candidus de la Crònica anglosaxona, un text del segle xii. La destrucció i espoli d'esglésies va ser un fet característic de les invasions vikingues i forma part del consens que els danesos o vikings d'aquella època van ser els responsables del declivi de la vida monàstica a Anglaterra. Tanmateix no hi ha cap font fiable per documentar l'activitat anticristiana dels danesos i segons S.E Kelly, Medeshamstede podria no haver patit aquest destí. La seva desaparició es podria deure a una davallada en les vocacions i, pel que fa a la destrucció vikinga podria ser un relat convenient per impulsar la seva refundació cent anys després.
De fet, cap al 970 el bisbe Æthelwold de Winchester, va tornar a fundar un monestir al mateix lloc, aquesta vegada dins l'orde benedictí i el seu primer abat va ser Ealdwulf, que més endavant va esdevenir bisbe de Worcester i arquebisbe de York. El monestir, per a major seguretat es va envoltar d'una muralla i per aquest motiu el van anomenar "Burh", («burg») al voltant del qual va créixer un poblat format pels constructors del nou monestir i la seva església que amb els anys va ser catedral. Al nom de "Burh" es va afegir el de "Peter", ja que sant Pere va ser el sant principal al qual es va dedicar i així es va perdre el nom de Medeshamstede, substituït pel de "Peterborough".

## Les restes arqueològiques
La resta més singular de l'antic Medeshamstede és una pedra anomenada Hedda Stone, datada per Rosemary Cramp de finals del segle viii o començaments del IX, i es conserva en l'actual catedral. En aquesta pedra hi ha un relleu que representa dotze monjos repartits en dos costats de la pedra. Algun material emprat en la construcció de la catedral pertany a anteriors edificis anglosaxons, però no és clar si pertanyien a l'antic monestir. Aquests materials es troben en els fonaments sota el creuer i al sud del transsepte.
En les dependències més antigues s'incorporaven materials espoliats de construccions d'època romana de la rodalia, com en l'antiga torre de Durobrivae, potser procedents de la vil·la romana de Castor. Hug Candidus va escriure que quan les obres de l'església es van iniciar, Sexwulf "va deixar caure als fonaments algunes pedres grosses, tan pesenques que van ser necessaris vuit parells de bous, els quals amb prou feines podien arrossegar cadascuna d'elles", i també assegurava que Sexwulf i els seus col·legues "s'esmerçaven per construir no una estructura qualsevol, sinó una segona Roma, o una filla de Roma a Anglaterra".